# Причепа (рослина)
Причепа (Torilis) — рід квіткових рослин із родини окружкових (Apiaceae). Рід містить 15 чи 18 видів, які поширені в Євразії й Африці; кілька видів натуралізовані в Північній і Південній Америках, Європі, Азії, Новій Зеландії.

## Таксономія
Рід названий Мішелем Адансоном у 1763 році. Етимологія невідома. 
Синоніми: Chaetosciadium Boiss., Daucalis Pomel, Lappularia Pomel, Lorinsera Opiz, Nigera Bubani, Ozotrix Raf., Pullipes Raf.
Іншими українськими назвами для роду є: ториліс, гнидавець.

## Морфологічна характеристика
Це однорічні, а іноді й багаторічні трави, щетинисті, шипчасті або притиснуто запушені всюди. Стебло прямовисне, сильно розгалужене, ребристе, усюди залистнене. Листкова пластинка 1–2-периста або перисто-складна; кінцеві сегменти від ланцетної до довгастої форми, від густо зубчастих до глибоко лопатевих, обидві поверхні з притиснутими волосками. Зонтики нещільно складені чи головчасті, кінцеві та/чи бічні; приквіток мало чи відсутні. Зубці чашечки невеликі, від трикутної до гостро-ланцетної форми. Пелюстки білі чи пурпурувато-червоні, зворотно-яйцеподібні, з вузькою загнутою верхівкою, притиснено-запушені на абаксіальній (низ) поверхні. Плід округло-яйцеподібний або довгастий, сплюснутий з боків; плоди вкриті шипами або щетинками, які у більшості видів гачкоподібні зверху. Насіння сплюснуте на спині в поперечному перерізі, лицьова сторона увігнута.

## Використання
Молоде листя Torilis arvensis і Torilis leptophylla їстівні. Torilis japonica, а також його коріння вживають в їжу в Східній Азії.

## Види
1. Torilis africana Spreng.
2. причепа польова (Torilis arvensis) (Huds.) Link
3. Torilis chrysocarpa Boiss. & C.I.Blanche
4. Torilis elongata (Hoffm. & Link) Samp.
5. Torilis gaillardotii (Boiss.) Drude
6. причепа звичайна (Torilis japonica) (Houtt.) DC.
7. Torilis leptocarpa (Hochst.) C.C.Towns.
8. причепа тонколиста (Torilis leptophylla) (L.) Rchb.f.
9. ? Torilis nemoralis (Brullo) Brullo & Giusso — можливо, Torilis nodosa subsp. nemoralis Brullo
10. причепа вузлувата (Torilis nodosa) (L.) Gaertn.
11. Torilis pseudonodosa Bianca
12. Torilis scabra (Thunb.) DC.
13. ? Torilis stenocarpa C.C.Towns. — можливо синонім до Torilis leptocarpa (Hochst.) C.C.Towns.
14. Torilis stocksiana (Boiss.) Drude
15. Torilis tenella (Delile) Rchb.f.
16. ? Torilis trichosperma (L.) Spreng. — можливо синонім до Chaetosciadium trichospermum (L.) Boiss.
17. Torilis triradiata Boiss. & Heldr.
18. причепа українська (Torilis ucranica) Spreng.